# 九龍塘（沙福道）公共運輸交匯處

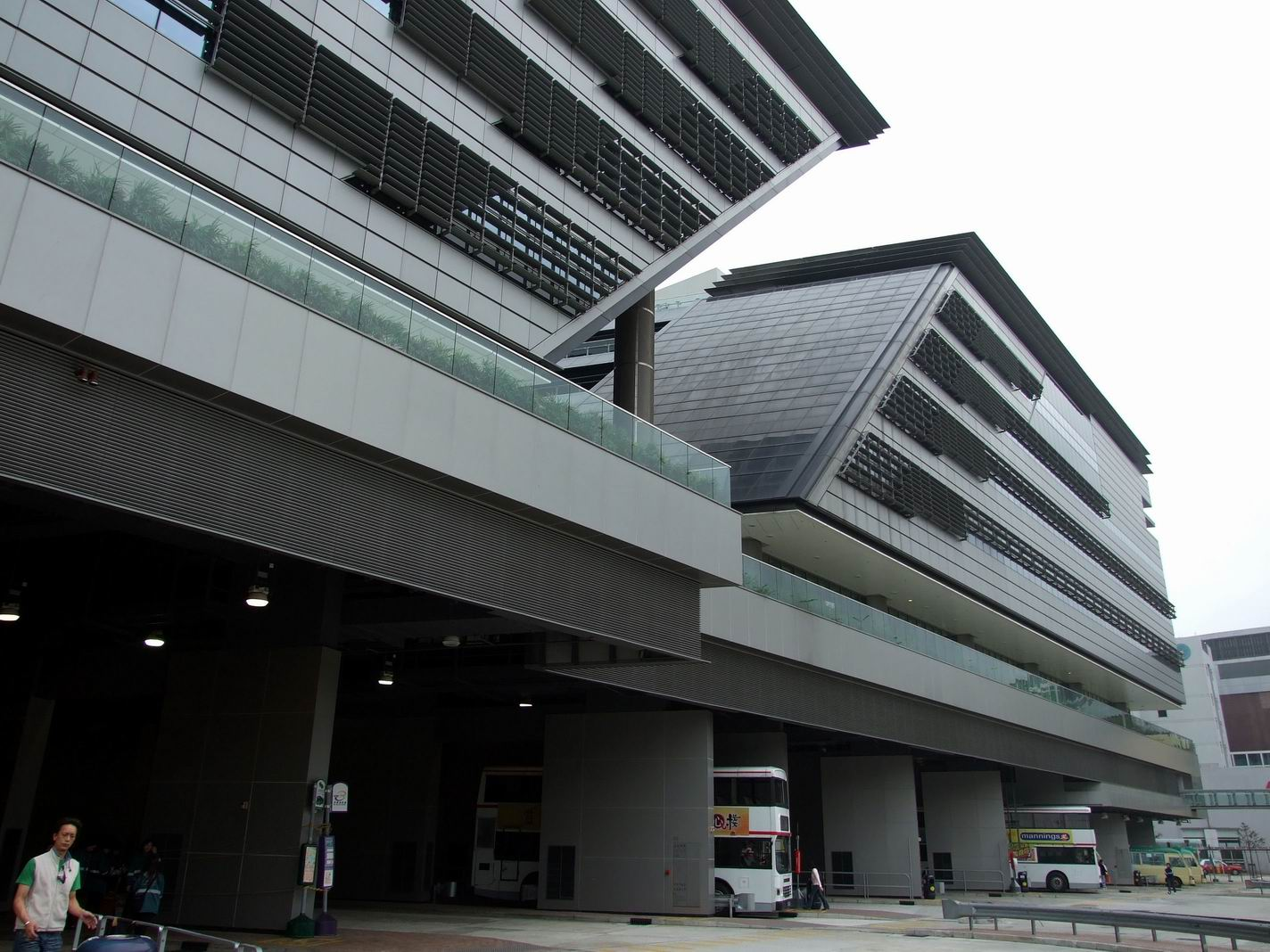
九龍塘（沙福道）公共運輸交匯處外觀

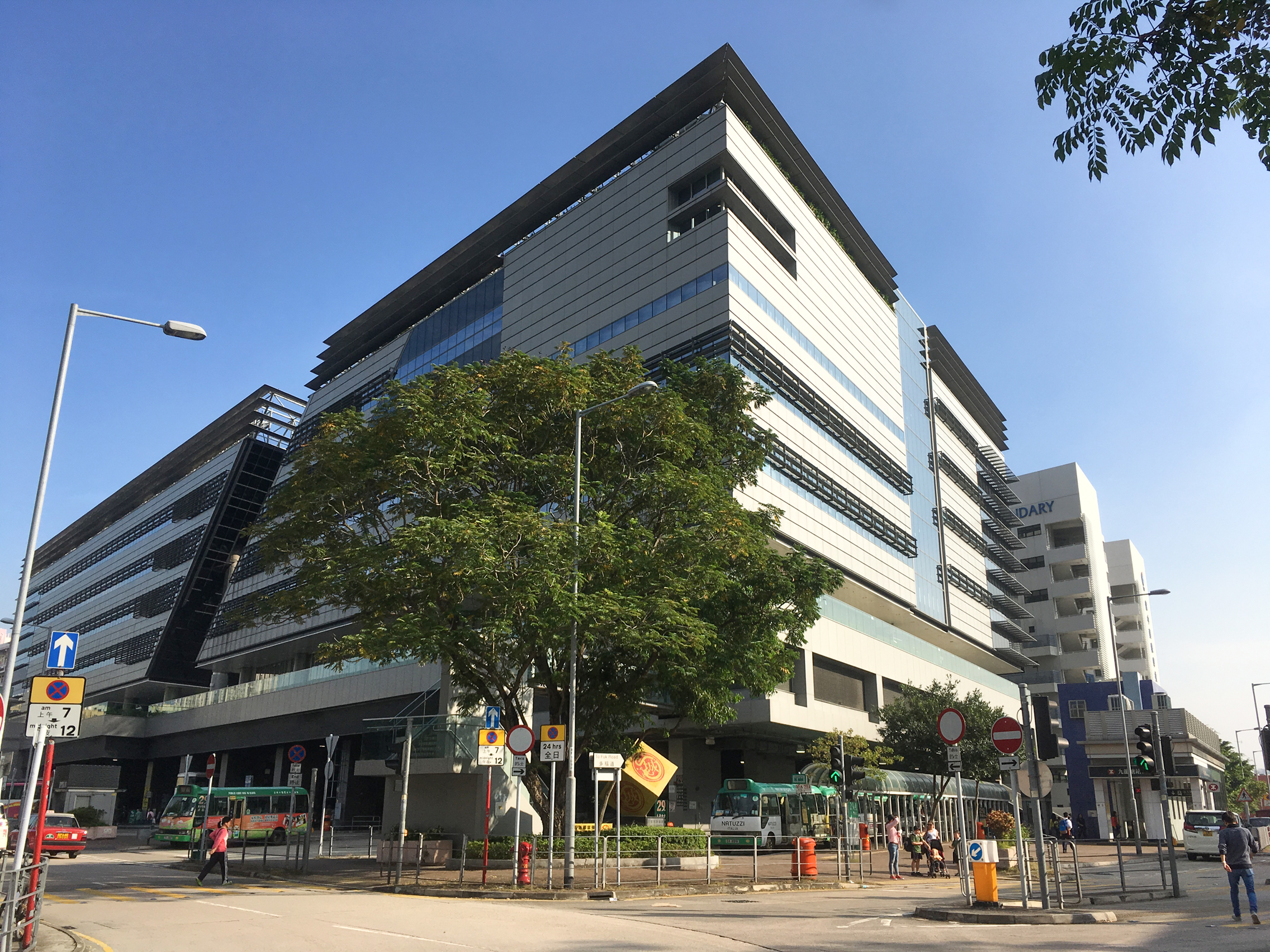
九龍塘（沙福道）公共運輸交匯處上蓋為九龍塘教育服務中心

九龍塘（沙福道）公共運輸交匯處（英文：Kowloon Tong (Suffolk Road) Public Transport Interchange）是香港的一個公共運輸交匯處，位於九龍九龍塘教育局九龍塘教育服務中心地面，原英軍聖佐治學校處，於沙福道、多福道、添福道及羅福道中間。交匯處於2006年11月4日啟用，將原於沙福道的巴士及小巴總站遷移至該處，惟往沙田第一城的非專利巴士(已取消) 卻沒有遷移。
現時公共運輸交匯處內設有多條小巴路線以該處為終點站，往返鄰近的廣播道等地。另外有部份跨境巴士前往沙頭角口岸、深圳灣口岸連接深圳市等地。

## 總站路線資料（專線小巴）

### 九龍區專線小巴25A線
- 東頭邨 ↔ 九龍塘站

### 九龍區專線小巴25B線
- 九龍塘站 ↔ 譽‧港灣

### 九龍區專線小巴25M線
- 東頭邨 ↔ 九龍塘站

### 九龍區專線小巴25MS線
- 九龍塘站 ↺ 香港浸會大學

### 九龍區專線小巴29A線
- 九龍塘站 ↺ 廣播道

### 九龍區專線小巴29B線
- 九龍塘站 ↺ 筆架山

### 新界區專線小巴61M線
- 世界花園 ↔ 九龍塘站／大圍站

## 總站路線資料（跨境巴士）

### 沙頭角快線
- 沙頭角口岸 ↔ 粉嶺聯和墟帝庭軒、沙田大會堂、九龍塘（沙福道）公共運輸交匯處

### 沙巴特快
- 沙頭角口岸 ↔ 粉嶺 ↔ 九龍塘（沙福道）公共運輸交匯處 → 旺角

### 深西特快
- 深圳市南山區華僑城（世界之窗） ↔ 深圳灣口岸 ↔ 九龍塘（沙福道）公共運輸交匯處

## 過往總站路線（全部均已取消）
- 九龍巴士80M線
- 九龍巴士81M線
- 九龍巴士82M線
- 九龍巴士82S線
- 九龍巴士82X線 (第一代)
- 九龍巴士84X線
- 九龍巴士88M線
- 九龍巴士281M線

## 外部連結
- 九巴（页面存档备份，存于）